# Kodály vonósnégyes
A Kodály vonósnégyest 1966-ban alapította a Liszt Ferenc Zeneakadémia négy tanulója.  Az eredetileg Sebestyén vonósnégyes nevű zenekar 1972-ben vette fel Kodály Zoltán nevét. Hazai elismerésük mellett sikert arattak külföldi turnéikon is, melyek során eljutottak a legtöbb európai országba, az Egyesült Államokba, Kínába, Japánba, Indiába, Ausztráliába és Új-Zélandra. Több mint 70 felvételük jelent meg, ezekben többek között feldolgozták Haydn, Beethoven és Schubert vonósnégyeseit, valamint hazai zeneszerzők, Kodály Zoltán, Bartók Béla és Dohnányi Ernő műveit.

## Tagok
- 1. hegedű: Sebestyén Ernő (1966–1971), Duska Károly (1971–1976), Barta Mihály (1976–1980), Falvay Attila (1980–)
- 2. hegedű: Párkányi István (1966–1969), Szabó Tamás (1969–2005), Tóth Erika (2005–2015), Bangó Ferenc (2015–)
- Brácsa: Fias Gábor (1966–2000), Fejérvári János (2000–2019), Tuska Zoltán (2019–)
- Cselló: Devich János (1966–1998), Éder György (1998–)

## Díjai, elismerései
- Classic CD Magazine – Az év legjobb kamarazene felvétele a Haydn: D-dúr "Pacsirta" kvartett felvételéért (1993)
- Bartók Béla–Pásztory Ditta-díj (1996)
- Kossuth-díj (2022)